# اينزو مارتينيز سواريز
اينزو مارتينيز سواريز (بالإسبانية: Enzo Gabriel Martínez)‏ هو لاعب كرة قدم أوروغواياني في مركز الدفاع، ولد في 29 أبريل 1998 في أرتيغاس في الأوروغواي. لعب مع بنيارول.

## وصلات خارجية
- اينزو مارتينيز سواريز على موقع قاعدة بيانات كرة القدم.إي يو (الإنجليزية)
- اينزو مارتينيز سواريز على موقع Soccerway.com (الإنجليزية)
- اينزو مارتينيز سواريز على موقع عالم كرة القدم.نت (الإنجليزية)
- اينزو مارتينيز سواريز على موقع AS.com (الإسبانية)